# Big Timber (1917)
Big Timber é um filme de drama mudo norte-americano de 1917, dirigido por William Desmond Taylor e estrelado por Kathlyn Williams e Wallace Reid. É agora um filme perdido.

## Elenco
- Kathlyn Williams - Stella Benton
- Wallace Reid - Jack Fife
- Joe King as Walter Monahan
- Alfred Paget - Charlie Benton
- Helen Bray - Linda Abbey

Não creditado
- John Burton